# Tauberia brevibranchiata
Tauberia brevibranchiata är en ringmaskart som beskrevs av Strelzov 1973. Tauberia brevibranchiata ingår i släktet Tauberia och familjen Paraonidae. Inga underarter finns listade i Catalogue of Life.